# El Alacrán, Tabasco
El Alacrán är en ort i Mexiko.   Den ligger i kommunen Cárdenas och delstaten Tabasco, i den sydöstra delen av landet, 600 km öster om huvudstaden Mexico City. El Alacrán ligger 6 meter över havet och antalet invånare är 374.
Terrängen runt El Alacrán är mycket platt. Havet är nära El Alacrán åt nordost.  Närmaste större samhälle är Encrucijada 3ra. Sección, 16,8 km sydost om El Alacrán.